# Anne-Marie Gaignard
Pour les articles homonymes, voir Gaignard.
Anne-Marie Gaignard, née le 22 octobre 1961 à Cholet, est une pédagogue et auteure française.

## Biographie
Anne-Marie Gaignard est considérée comme « nulle » en orthographe dans son enfance. En 1969, elle consulte une orthophoniste car sa maîtresse croit qu'elle est dyslexique. Elle obtient toutefois son baccalauréat,,. 
À 36 ans, elle découvre qu’elle n'est pas dyslexique mais dysorthographique. Elle développe alors une méthode pour améliorer le niveau des enfants en orthographe, dont elle tire un livre Hugo et les rois Être et Avoir, édité par Le Robert en 2003. Elle publie également l'ouvrage La revanche des nuls en orthographe sur ce sujet.
En 2009, Anne-Marie Gaignard crée sa propre méthode d'apprentissage de l'orthographe et de la grammaire pour les  enfants et les adultes intitulée « Défi 9, l'orthographe autrement» qui, via neuf étapes, vient en aide à tous ceux qui éprouvent des difficultés avec l’orthographe et la grammaire.

## Publications
- Hugo et les rois Être et Avoir, Le Robert (2003 et réédité en août 2013),  (ISBN 978-2321002468)
- Hugo joue à cache-cache avec les rois, Le Robert (2014),  (ISBN 978-2849020586)
- Hugo au royaume des sujets dangereux, Le Robert (2004)
- Hugo et les secrets de la mémoire (juillet 2016)  (ISBN 978-2321008880)
- Théo et Capucine deviennent virtuoses du cirque Grammaticus, Marc Duteil (novembre 2009)
- Coaching orthographique 9 clés pour écrire sans faute, De Boeck-Duclot (septembre 2010),  (ISBN 978-2801116371)
- Grammaticus: Théo et Capucine encore plus forts ! : apprendre la grammaire en s'amusant, volume 2, Marc Duteil (mars 2010)
- La revanche des nuls en orthographe, Calmann-Lévy (août 2012)